# Or Yehuda
Or Yehuda (in ebraico אוֹר יְהוּדָה‎?) è una città israeliana, sita nel Distretto di Tel Aviv, nella regione centrale del Paese. Nel 2007, contava una popolazione di 32.200 abitanti.
Fondata nel 1949 come ma'abara (cioè come campo di accoglienza provvisorio per ebrei appena immigrati in Israele), è stata elevata allo status di "città" nel 1988.

## Amministrazione

### Gemellaggi
- Milwaukee[1]